# نصف‌النهار ۱۰ درجه غربی
نصف‌النهار ۱۰ درجه غربی ۱۰مین نصف‌النهار غربی از گرینویچ است که از لحاظ زمانی ۰ساعت و ۴۰دقیقه با گرینویچ اختلاف زمانی دارد.
این نصف‌النهار از قطب شمال شروع و از مناطق زیر گذشته و به قطب جنوب ختم می‌شود.
- قاره آفریقا